# Uwodziciel
Uwodziciel (ang. Bel Ami) – amerykański film dramatyczny z 2012 roku w reżyserii Declana Donnellana i Nicka Ormeroda. Bazowany na podstawie francuskiej powieści Guya de Maupassanta pt. Bel Ami, który został wydany w 1885 roku. W filmie występują Robert Pattinson, Uma Thurman, Kristin Scott Thomas, Christina Ricci i Colm Meaney.
Film miał premierę 17 lutego 2012 roku podczas 62. Międzynarodowego Festiwalu Filmowego w Berlinie. Jego budżet wynosił 9.000.000 milionów euro.

## Opis fabuły
Młody i niezwykle przystojny, ale ubogi George (Robert Pattinson) przyjeżdża do Paryża. Miasto aż kipi od przepychu, zepsucia i, przede wszystkim, wielkich pieniędzy. Kiedy odkrywa, że ma do sprzedania bardzo „atrakcyjny towar”, postanawia, że za wszelką cenę, bez żadnych skrupułów, trafi do lepszego świata i zrobi w nim karierę.
Dzięki swojemu urokowi, pewności siebie i umiejętnie sterowanym intrygom wkrótce udaje mu się znaleźć w samym środku paryskiej elity. Droga na eleganckie salony wiedzie przez kobiece serca. Uwodzi wysoko postawione francuskie kobiety, bo zdaje sobie sprawę, że to one, choć kryją się w cieniach swoich mężów, mają faktyczny wpływ na to, co się dzieje w świecie.
George poznaje olśniewająco piękną, inteligentną, wpływową i niezależną Madeleine (Uma Thurman), która nade wszystko pożąda równości. Kobietą z elit jest także zaniedbywana przez swego męża piękna i swawolna Clotilde (Christina Ricci). Najbardziej zbliża się jednak do eleganckiej i poważnej madame Rousset, uchodzącej za prawą rękę swego potężnego i wpływowego męża.
Osobisty czar George'a pozwala mu uwodzić i sięgać po władzę, o jakiej marzył. Jednak w mieście, w którym seks jest siłą, a sława prawdziwą obsesją - wszystko ma swoją cenę.

## Obsada
- Robert Pattinson – Georges Duroy
- Uma Thurman – Madeleine Forestier
- Kristin Scott Thomas – Virginie Walter
- Christina Ricci – Clotilde de Marelle
- Holliday Grainger – Suzanne Walter
- Philip Glenister – Charles Forestier
- Colm Meaney – pan Walter
- Natalia Tena – Rachel

## Zdjęcia
Zdjęcia realizowane były na terenie Węgier (Budapeszt) i Anglii (Londyn).